# Maison Mitrović à Avala
Pour les articles homonymes, voir Mitrović.
Ne doit pas être confondu avec Maison Mitrović à Grocka.
La maison Mitrović à Avala (en serbe cyrillique : Митровићев дом на Авали ; en serbe latin : Mitrovićev dom na Avali) est située sur le mont Avala, en Serbie, sur le territoire de la Ville de Belgrade et dans la municipalité de Voždovac. Construite en 1926, elle est inscrite sur la liste des biens culturels de la Ville de Belgrade.

## Présentation
L'histoire de la maison Mitrović est liée au développement de l'alpinisme et de l'escalade en Serbie, associés à l'époque aux recherches en biologie, en géologie et en minéralogie. La Société d'alpinisme de Serbie a été fondée en 1901 et son premier président fut Jovan Žujević, professeur en géologie. Les débuts de la Société au mont Avala correspondent à la construction d'un premier refuge de montagne en 1902 ; un nouveau refuge fut bâti en 1910 et, finalement, la maison Mitrović en 1926, qui constitue le plus ancien édifice de ce type dans le pays. La maison a été nommée en l'honneur du médecin Dušan Špirta Mitrović, qui fut volontaire sur le Front de Salonique. La maison Mitrović a été conçue dans un style qui mêle l'académisme et le style néoromantique à des influences de l'architecture traditionnelle serbe.